# Charro!
Charro! (conocida también como Río seco en los países hispanohablantes) es un wéstern estadounidense de 1969 protagonizado por Elvis Presley filmado en Arizona en los estudios Apacheland Movie Ranch y en Old Tucson Studios. Fue la única película de Elvis donde no aparecía cantando, y también la única de la que no se editaron canciones salvo el tema principal de la película, que se escucha sobre los créditos del comienzo. Fue el único film en el que Elvis aparecía con barba. Posteriormente la película fue adaptada a una novela escrita por Harry Whittington.
Los coprotagonistas fueron Ina Balin, Victor French, Barbara Werle y Solomon Sturges. Fue el último trabajo del director Charles Marquis Warren, quien además la produjo y escribió el guion. Fue la única película de Presley reestrenada en salas por National General Pictures. El film obtuvo beneficios aunque no logró el éxito de otras películas suyas. Pese a que fue una de las películas menos vistas de Elvis, está considerada entre las mejores en cuanto a su desempeño interpretativo no relacionado con la música.

## Argumento
Jess Wade (Elvis Presley), un miembro original de una banda de fugitivos comandados por Vince Hackett, es llevado a creer que un antiguo compañero de él and Vince quería encontrarlo en un salón mexicano. Más tarde Jess ve a Billy Roy Hackett, el hermano más joven de Vince, convocando a Vince y a otros miembros de la banda dentro del salón. Jess se da cuenta de que él está preparado y ordena a los encargados del bar que se vayan antes de que se produzca el primer disparo.  Luego de hacer un alto en el fuego, Jess se dirige hacia la puerta donde es detenido por otro miembro de la banda, Gunner, y es atrapado. Jess es forzado a renunciar a su arma e ir con ellos hacia su guarida en las montañas. más tarde Vince le dice  a Jess que la pandilla ha robado un cañón de oro que perteneció al emperador Maximiliano en su desventurada batalla contra el popular líder mexicano Benito Juárez. Vince le dice que de acuerdo con el cartel de buscado puesto sobre él, Jess estaba en la banda que robó el cañón y llevaba una marca en el cuello como resultado de un disparo hecho por un guardia. Ordenando a sus hombres para dominar a Jess en el suelo, Vince toma un hierro candente para marcar ganado y le produce una herida por quemadura en su cuello. Tomando el caballo de Jess, Vince y los otros se marchan más tarde. Jess se las ingenia para capturar un caballo salvaje en el desierto y partir de allí. Las intenciones de la banda son las de forzar un rescate desde el pueblo donde robaron el cañón, pero la pandilla además usa el cañón para obligar a los pueblerinos a ir hacia la bahía. Solo Wade puede salvar a la gente de la banda a la que perteneció.

## Desarrollo
El papel de Jess Wade fue rechazado previamente por el actor Clint Eastwood. El presupuesto para la película fue estimado en millón y medio de dólares. Los títulos propuestos para el film fueron Jack Valentine, Johnny Hang, y Come Hell or Come Sundown. Presley firmó para el proyecto con grandes esperanzas tras leer un borrador en el que no había canciones, pero se quedó muy decepcionado cuando el primer día del rodaje, el 22 de julio de 1968, descubrió que el borrador por el cual él había firmado originalmente, había sido modificado hasta volverlo irreconocible. La escena de apertura original, que contenía desnudos femeninos, fue eliminada en favor de una escena en el bar más apacible. La historia de Charro, que fue escrita por Frederick Louis Fox, contenía muchas escenas de violencia que fueron eliminadas de la película. Harry Whittington basó su novela Charro en la historia de la Fox, e incluyó las escenas que Warren eliminó de la película. Una escena que mostraba a la actriz Ina Balin desnuda saliendo de un baño, también fue eliminada. Las escenas de exteriores se rodaron en Apalache Junction y en el Apalacheland Movie Ranch de Arizona.

### Reparto
- Elvis Presley como Jess Wade.
- Ina Balin como Tracey Winters.
- Victor French como Vince Hackett.
- Barbara Werle como Sara Ramsey.
- Solomon Sturges como Billy Roy Hackett.
- Lynn Kellogg como Marcie.
- Paul Brinegar como Opie Keetch.
- Harry Landers como Heff.
- Tony Young como teniente Rivera.
- James Almanzar como el sheriff Ramsey.

## Recepción y críticas
Aunque tuvo su impacto y dio ganancias, recibiendo Elvis U$S 850.000 por su actuación, Charro! no tuvo el éxito de otras películas anteriores suyas y hubo fanes que lo desestimaron en un comienzo, por la falta de canciones. A finales de los 60s las películas del género western habían tenido su declive y mucho de lo que se veía eran los western del estilo spaghetti. Charro! tuvo críticas imprecisas, aunque mayoritariamente se coincidió en que lo más destacable era la actuación de Elvis Presley.

## Soundtrack
Apropiadamente para un western, el estudio contrató a Hugo Montenegro para producir las 2 canciones del film. La sesión de grabación tuvo lugar en el Samuel Goldwyn Studio de Hollywood, California el 15 de octubre de 1968. La canción del título aparece durante los créditos del comienzo, siendo editada comercialmente el 25 de febrero de 1969 como lado B de la canción "Memories", la cual apareció en el programa televisivo y álbum del 68 Come Back Special. Una segunda canción que llegó a grabarse pero no se utilizó para el film, "Let's Forget About the Stars", acabaría siendo incluida en el álbum de 1971 Let's Be Friends.

### Músicos
- Elvis Presley - voz
- Sue Allen, Sally Stevens, Allan Capps, Loren Faber, Ronald Hicklin, Ian Freebairn Smith, Robert Zwirn - coros
- Howard Roberts, Tommy Tedesco, Ralph Grasso -guitarras
- Don Randi - piano
- Max Bennett - bajo
- Ray Brown - contrabajo
- Cubby O'Brien - batería
- Emil Radocchia - percusión